# Station Muir of Ord
Station Muir of Ord is het spoorwegstation van de Schotse plaats Muir of Ord in Highland.
Het station ligt aan de Far North Line tussen Inverness in het zuiden en Wick en Thurso in het noorden. Ook de treinen tussen Inverness en Kyle of Lochalsh stoppen in Muir of Ord. Hier ligt het enige passeerspoor aan de enkelspoor-lijn tussen Inverness en station Dingwall.